# Chiesa di Santa Croce (Sutri)
La chiesa di Santa Croce è una chiesa di Sutri, all'ingresso della città vecchia per chi viene da Roma.

## Storia
Non è documentata l'origine di questa antica chiesa sutrina, che ipotesi storiche fanno risalire all'epoca crociata. Il primo documento che ne attesti l'esistenza risale al 1658, quando, in occasione di una visita pastorale, si parla dell'oratorio della confraternita della Santa Croce. Quando nel 1670 fu costruito un ospedale nei pressi di Porta Romana (demolita nel 1961), la chiesa fu utilizzata come chiesa cimiteriale. Fino alla fine del XIX secolo le vicende della chiesa sono connesse con quelle dell'ospedale, fino a quando questo non fu trasferito vicino a Porta Vecchia (in quello che oggi è la sede del Museo cittadino).
La chiesa fu più volte restaurata dai vescovi sutrini nel corso dell'Ottocento. L'ultimo restauro risale al 1990. L'interno della chiesa presenta un pavimento in cotto ed il soffitto a capriate in legno. All'altare maggiore è esposta una Esaltazione della santa croce. La chiesa è sede dell'Arciconfraternita del Santissimo Sacramento, Santa Croce e Gonfalone.